# Иван Гевренов
Иван Славов Гевренов е български индустриалец и авиоконструктор, инженер.

## Биография
Роден е през 1884 г. в с. Ичера, Сливенско. Учи аеростроителство и въздухоплаване в Лиеж и Брюксел, Белгия. Завършва летателната школа в Берхем, Франция. Авиатор в Балканската (1912 – 1913) и Първата световна война (1915 – 1918); собственик на фабриката за каучукови изделия „Алхимус“, директор на „Каучукова и обувна промишленост“ (1947 – 1949). Съден е по процеса срещу Трайчо Костов през 1949 г. Умира през 1966 г. в София.
Личният му архив се съхранява във фонд 1914К в Централен държавен архив. Той се състои от 126 архивни единици от периода 1908 – 1987 г.